# Peacock (stjärna)
Peacock eller Alfa Pavonis (α Pav, förkortat Alfa Pav, α Pav) som är stjärnans Bayerbeteckning, är en dubbelstjärna belägen i den nordöstra delen av stjärnbilden Påfågeln. Den har en skenbar magnitud på 1,94, är synlig för blotta ögat och är den ljusaste stjärnan i stjärnbilden. Baserat på parallaxmätning inom Hipparcosuppdraget på ca 18,2 mas, beräknas den befinna sig på ett avstånd på ca 179 ljusår (ca 55 parsek) från solen.

## Nomenklatur
Det historiska namnet Peacock tilldelades av Hennes Majestäts Nautical Almanac Office i slutet av 1930-talet under skapandet av Air Almanac, en navigeringsalmanacka för Royal Air Force. Av de femtiofyra stjärnorna som ingår i den nya almanackan hade två inga klassiska namn: Alfa Pavonis och Epsilon Carinae. RAF insisterade på att alla stjärnor måste ha namn, så nya namn uppfanns. Alfa Pavonis namngavs "Peacock" ("pavo" är latin för "påfågel") medan Epsilon Carinae kallades "Avior". År 2016 organiserade Internationella astronomiska unionen en arbetsgrupp för stjärnnamn (WGSN) med uppgift att katalogisera och standardisera riktiga namn för stjärnor. WGSN fastställde namnet Peacock för den här stjärnan i juli 2016 vilket nu ingår i listan över IAU-godkända stjärnnamn.

## Egenskaper
Primärstjärnan Alfa Pavonis A är en blå till vit stjärna i huvudserien av spektralklass B3 V även om äldre studier ofta har givit den luminositetsklass som underjätte. Den klassificeras som B2.5 IV i Bright Star Catalog. Den har en massa som är ca 6 gånger större än solens massa, en radie som är ca 4,8 gånger större än solens och utsänder från dess fotosfär ca 2 200 gånger mera energi än solen vid en effektiv temperatur på ca 17 700 K.
Alfa Pavonis A är en spektroskopisk dubbelstjärna bestående av två stjärnor som kretsar kring varandra med en omloppsperiod på 11 753 dygn. Eftersom de två stjärnorna inte har blivit individuellt upplösta, är dock lite känt om följeslagaren, förutom att den har en massa som är minst 26 procent av solens massa. Ett försök att modellera ett sammansatt spektrum antog komponenter med spektraltyp B0.5 och B2, och en magnitudskillnad mellan de två komponenterna med 1,3 enheter. Tre stjärnor har listats som följeslagare till Alfa Pavonis: två stjärnor av magnitud 9 på ca 4 bågminuters avstånd och en av magnitud 12 och spektralklass F5 V på ungefär en bågminuts avstånd. De två förstnämnda ligger bara 17 bågsekunder från varandra.